# Cirolana pilosa
Cirolana pilosa là một loài chân đều trong họ Cirolanidae. Loài này được Yu & Li miêu tả khoa học năm 2001.